# فرانسوا فیلیپ
فرانسوا فیلیپ (فرانسوی: François Philippe‎؛ زادهٔ ۴ نوامبر ۱۹۳۰) بازیکن فوتبال اهل فرانسه بود.
از باشگاه‌هایی که در آن بازی کرده‌است می‌توان به باشگاه فوتبال لو آور اشاره کرد.
وی همچنین در تیم ملی فوتبال فرانسه بازی کرده‌است.